# Новая (Островский район, Псковская область)
Новая — деревня в Островском районе Псковской области. Входит в состав Островской волости.
Расположена в 27 км от центра города Остров.
| 2001 | 2002 | 2010 |
| ---- | ---- | ---- |
| 4    | ↘2   | ↘0   |

## История
Деревня до апреля 2015 года входила в состав ныне упразднённой Волковской волости района.